# Louka u Litvínova
Louka u Litvínova é uma comuna checa localizada na região de Ústí nad Labem, distrito de Most.